# Marktrisiko
Das Marktrisiko (auch Marktpreisrisiko oder Marktpreisänderungsrisiko; englisch market risk) ist in der Betriebswirtschaftslehre ein Finanzrisiko, das einem Marktteilnehmer durch negative Veränderungen des Marktwerts oder sonstiger Marktdaten auf einem Markt erwächst.

## Allgemeines
Das Marktrisiko ist eines der wichtigsten Unternehmensrisiken und mit einer Bedrohung aus der künftigen Marktentwicklung verbunden, die aus Preis- und Mengenrisiken bestehen kann. Marktrisiken sind jedem Bestand (Portfolio) immanent und beschreiben das Risiko, das aus der Bestandhaltung eines Portfolios resultiert. Das Marktrisiko besteht in der Verlustgefahr oder Gewinnchance, dass sich durch die Bestandhaltung die Marktdaten negativ oder positiv zu Lasten oder zu Gunsten eines bestandhaltenden Wirtschaftssubjekts (Unternehmen, Privathaushalte oder der Staat) entwickeln und zu einem Verlust oder Gewinn führen können.

## Arten
William F. Sharpe (1964) und John Lintner (1965) entwickelten das Kapitalgutpreismodell (CAPM), welches das Gesamtrisiko eines Warenbestands oder einer Finanzanlage in systematisches und unsystematisches Risiko aufteilt. Das systematische Risiko beschreibt jenen Teil des Gesamtrisikos, der sich aus der Marktentwicklung ergibt. Dieses systematische Risiko wird oft als Marktrisiko im engeren Sinn bezeichnet. Es ergibt sich aus veränderten externen Marktdaten wie Preisniveau, Zinsniveau, Kursniveau, Konjunkturrisiken, Länderrisiken, volkswirtschaftlichen Schocks, gesetzlichen Auswirkungen wie Verbraucherschutz, Steuern, aber auch Kriege, Naturkatastrophen, politischen Risiken, Umweltveränderungen, demografischen Entwicklungen oder technologischem Fortschritt. Dem systematischen Risiko unterliegen alle Marktteilnehmer und alle Handelsobjekte gleichermaßen. Es lässt sich nicht diversifizieren, sondern durch Wertsicherungsstrategien (etwa Buy and hold, Stop-Loss) reduzieren. Bei ihm wirkt der Betafaktor (β-Faktor) als Messgröße für die Volatilität eines bestimmten Handelsobjekts im Vergleich zur Volatilität des relevanten Gesamtmarkts.
Das unsystematische Marktrisiko betrifft das individuelle Risiko eines speziellen Handelsobjekts, dessen Risikoursache stets in ihm selbst begründet ist. Andere Handelsobjekte auf demselben Markt sind hiervon nicht betroffen. Zum unsystematischen Risiko gehören beispielsweise Fehlentscheidungen des Managements wie etwa falsche Produktpolitik oder schlechtes Kostenmanagement. Auch das Bonitätsrisiko einer bestimmten Anleihe, das Kreditrisiko eines Kredits, der Kundenkredit sowie Havarien gehören hierzu. Es lässt sich durch Portfoliobildung diversifizieren.

## Beispiele
Für deutsche Aktien besteht das systematische Marktrisiko in der Gefahr eines allgemeinen Kursverfalls, der beispielsweise am Rückgang des DAX als Leitindex zu messen ist. Das unsystematische Marktrisiko hingegen rührt von Änderungen einzelner Marktpreise (z. B. eines einzelnen Aktienkurses) her, die unabhängig von allgemeinen Marktbewegungen sind (Residualrisiko). Das unsystematische Risiko kann darin bestehen, dass sich die Unternehmensdaten einer bestimmten Aktiengesellschaft negativ entwickelt haben und zu einem Kursverfall dieser Aktie führen. 
Bei Anleihen besteht das systematische Marktrisiko etwa in einer Veränderung des Zinsniveaus, die sich auf alle Anleihen auswirkt. Das unsystematische Zinsrisiko bildet den Teil des Zinsrisikos, der vom einzelnen Emittenten bzw. der einzelnen Emission herrührt. Ein wesentlicher Treiber des unsystematischen Zinsrisikos ist die Bonität des Emittenten. Somit ist das unsystematische Zinsrisiko einer Anleihe deren Kreditrisiko in Form eines Marktpreisrisikos, das im Bonitätsaufschlag auf einen risikofreien Zinssatz zum Ausdruck kommt.
Einen Sonderfall stellt der Begriff der Optionspreisrisiken dar, der alle aus dem Handel mit Optionen resultierende Risiken umfasst. Neben dem Risiko der Preisänderung des Basiswertes (das z. B. bei einer Aktienoption eine spezielle Form des Aktienrisikos ist) sind Optionen insbesondere dem Risiko sich ändernder Volatilitäten (Volatilitätsrisiko) ausgesetzt.
Ein Anleger kann dem Marktrisiko nur entgehen, indem er keine risikobehafteten Wertpapiere kauft. Da das Marktrisiko nicht diversifiziert werden kann, erhalten Investoren hierfür im Regelfall eine Risikoprämie.

## Nichtbanken
Das Marktrisiko bei Nichtbanken umfasst den aktuellen und potenziellen Erfolg bzw. Misserfolg eines Unternehmens. Marktanteil, Marktvolumen, Marktwachstum und Marktpotential bergen Marktrisiken. Sie beinhalten die Veränderung der Wettbewerbsbedingungen an den Beschaffungs- und Absatzmärkten. Das Marktrisiko von Nichtbanken besteht konkret darin, dass auf den Beschaffungs- (Roh-, Hilfs- und Betriebsstoffe) und Absatzmärkten (Fertigerzeugnisse, Halbfabrikate) die eigenen Unternehmensziele nicht durchgesetzt werden können. Das ist beispielsweise der Fall, wenn die zur Produktion erforderlichen Rohstoffe ganz oder teilweise nicht oder nur zu unerwartet höheren Preisen beschafft werden können oder die eigenen Produkte/Dienstleistungen ganz oder teilweise nicht oder nur zu niedrigeren als den geplanten Verkaufspreisen vermarktet werden können. Das Beschaffungsrisiko kann im Rahmen des Hedging (Derivate, Lagerhaltung), Nutzung von Substitutionsgütern oder verstärkte Verhandlungsmacht gegenüber Lieferanten verringert oder ausgeschaltet werden. Das Absatzrisiko kann darin bestehen, dass die Nachfrage nicht oder nicht vollständig gedeckt werden kann (quantitatives Marktrisiko), die Produktqualität nicht den Kundenerwartungen entspricht (qualitatives Marktrisiko), die falsche Zielgruppe (lokales Marktrisiko) oder der falsche Vermarktungszeitpunkt (temporäres Marktrisiko) ausgewählt wurde. Dieses Absatzrisiko kann beispielsweise durch Marktforschung und Marktanalyse, Termingeschäfte (Devisentermingeschäfte bei Exporten in Fremdwährungen) oder Erhöhung des relativen Marktanteils verringert werden (BCG-Matrix). Das höchste Marktrisiko besteht deshalb in der Markteinführung von Produkt- oder Finanzinnovationen, bei denen noch keine Marktanteile bestehen und das Marktpotenzial schwer vorhersehbar ist.

## Bankwesen
Auf die Kreditwirtschaft bezogen sind Marktrisiken die Verlustgefahren, die durch Marktbewegungen bei Finanzmarktrisiken auftreten können.

### Allgemeines
Kreditinstitute und sonstige Finanzdienstleistungsinstitute sind auf den besonders volatilen Finanzmärkten (Geldmarkt und Kapitalmarkt) tätig. Hier tauchen als marktspezifische Ausprägungen des Marktrisikos das Zinsänderungsrisiko (Änderungen des Marktzinses auf zinstragende Risikopositionen), Kursrisiko (bei Wertpapieren wie Aktien, Anleihen), Währungsrisiko (offene Fremdwährungspositionen und Aufwertungs- und Abwertungsrisiko), Rohstoff- (Commodities-) Risiko, Konzentrationsrisiko (Klumpenrisiko, Granularität) und Spreadrisiko (Ausfall- und Kreditrisiko, Emittentenrisiko, Gegenparteiausfallrisiko) auf. Wenn Rohstoffe und Edelmetalle auf Sekundärmärkten gehandelt werden, kann eine geringere Marktliquidität bestehen, die die Volatilität und damit das Marktliquiditätsrisiko vergrößern kann. Manche Autoren fügen zu den Marktrisiken noch das Refinanzierungskostenrisiko hinzu.
Marktrisiken, Kreditrisiken und das operationelle Risiko müssen vollständig durch ökonomisches Kapital abgedeckt sein.

### Bankenaufsichtsrecht
Das bei Finanzinstituten liegende Marktrisiko blieb bankenaufsichtsrechtlich lange unbeachtet. Erst der im August 1974 erlassene Grundsatz Ia sah ab Oktober 1990 die Berücksichtigung von Markt- und Zinsänderungsrisiken aus außerbilanziellen Geschäften vor. Auch Basel I vom Juli 1988 brachte weltweit ab Dezember 1992 für Kreditinstitute lediglich eine Unterlegung von Kreditrisiken mit Eigenmitteln. Eine zusätzliche Unterlegung von Marktrisiken kam erst im Januar 1996 heraus („Basler Marktrisikopapier“) und war ab Dezember 1997 anzuwenden. Erfasst hiervon wurden Zinsänderungs-, Aktienkurs-, Fremdwährungs- und Edelmetallrisiken.
Die nach § 25a Abs. 1 KWG im Dezember 2012 von der BaFin erlassenen Mindestanforderungen an das Risikomanagement (BA) konkretisieren in BTR 2 die in Kreditinstituten vorzunehmenden aufbau- und ablauforganisatorischen Vorkehrungen. Danach dürfen Marktpreisrisiken nur eingegangen werden, wenn hierfür Limitsysteme eingerichtet wurden. Über die vorhandenen Marktrisiken ist vierteljährlich ein Risikobericht zu erstellen (BTR 2.1).
Systematische und detaillierte operative Vorgaben macht die seit Januar 2014 in allen EU-Mitgliedstaaten geltende Kapitaladäquanzverordnung (englische Abkürzung CRR), die neben Kreditrisiken und operationellen Risiken bankenaufsichtsrechtlich auch Marktrisiken reguliert. Gemäß Art. 325 ff. CRR sind Marktrisiken mit Eigenmitteln zu unterlegen. In Art. 290 Abs. 5 CRR sind als wichtigste Marktrisikofaktoren Zinsen, Wechselkurse, Aktien, Kreditrisikospreads und Rohstoffpreise aufgezählt.

### Ermittlung
Wie bei Kreditrisiken und operationellen Risiken bietet die Kapitaladäquanzverordnung (CRR) für die Ermittlung der Marktrisiken den Standardansatz (Marktrisiko-Standardansatz, abgekürzt MRSA) für das spezifische Marktrisiko im Handelsbuch an und lässt nach Art. 363 CRR auch erlaubnispflichtige bankinterne Modelle zu, sofern sie validiert sind (Art. 369 CRR). Eigenmittel sind nur für Nettopositionen, also je Basiswert für die Differenz von Kauf- und Verkaufspositionen (siehe Long und Short) vorzuhalten (Art. 327 CRR). Derivative Finanzinstrumente – beispielsweise Zinsterminkontrakte und Zinsswaps – werden wie Wertpapiere behandelt (Art. 328 CRR). Fremdwährungs- und Edelmetallrisiken sind nur zu berücksichtigen, wenn ihre Nettoposition einen Schwellenwert von 2 Prozent des Eigenkapitals überschreitet. Bei der Ermittlung dieser Nettopositionen ist als Risikomaß ein Quantil der Verlustfunktion, der Value at Risk zu verwenden – der Begriff wurde eigens zur Steuerung der Marktrisiken etabliert und wird im Finanzwesen oft vereinfachend als Synonym für das Marktrisiko selbst angesehen. Die Messung erfolgt anhand der Aktiv- und Passivpositionen der Bankbilanz, womit offene Positionen identifiziert werden können. Der Buchwert von Forderungen und Verbindlichkeiten gibt Auskunft über die Höhe der zukünftigen Zahlungen. Derivate sind nicht in der Bilanz erfasst, müssen aber trotzdem in die Nettopositionen eingehen. Optionsgeschäfte werden mittels des Deltafaktors erfasst (Art. 278 Abs. 2 CRR).
Durch die Berücksichtigung des Marktrisikos kommt es vor, dass ein Geschäft kumulativ mit Eigenmitteln zu unterlegen ist. Ein Fremdwährungskredit besteht beispielsweise sowohl aus einem Kursrisiko (wegen des Währungsrisikos) als auch aus dem Kreditrisiko des Kreditnehmers, die beide – unabhängig voneinander – mit Eigenmitteln zu unterlegen sind.
Laut Durchführungsverordnung (EU) 680/2014 sind seit April 2014 die ermittelten Daten von den Banken auf Meldebögen für Marktrisiken zu übertragen, die auch die Meldung für das Risiko einer Kreditbewertungsanpassung (CVA) beinhalten.

## Versicherungswirtschaft
Das Marktrisiko der Versicherungswirtschaft ergibt sich aus ihrer Funktion als Kapitalsammelstelle. In der Versicherungswirtschaft versteht man unter Marktrisiken die aus der Volatilität der Kapitalmärkte resultierenden Risiken der Vermögensanlage des Sicherungsvermögens, die den Marktrisiken der Kreditwirtschaft ähneln. Aber nicht nur die bilanziellen Aktiva sind bei Versicherungen vom Marktrisiko betroffen; weitere Marktrisiken entstehen auch durch veränderte Diskontfaktoren bei Sachversicherungen und durch gewährleistete Garantien und mögliche Überschussbeteiligungen in der Lebensversicherung auf der Passivseite.

## Rechnungslegung
In der Rechnungslegung setzt sich das Marktrisiko nach IFRS 7 aus drei Teilrisiken zusammen:
- Dem Zinsrisiko, wonach der beizulegende Zeitwert oder künftige Cashflows eines Finanzinstruments aufgrund von Änderungen des Marktzinses schwanken;
- dem Wechselkursrisiko, wonach der beizulegende Zeitwert oder künftige Cashflows eines Finanzinstruments aufgrund von Wechselkursfluktuationen schwanken und
- einem sonstigen Preisrisiko, wonach der beizulegende Zeitwert oder künftige Cashflows eines Finanzinstruments aufgrund von Änderungen der Marktpreise schwanken.

Sämtliche auf einem Markt auftretenden Finanzrisiken lassen sich einem dieser drei Teilrisiken zuordnen.